# Fatou Kiné Camara

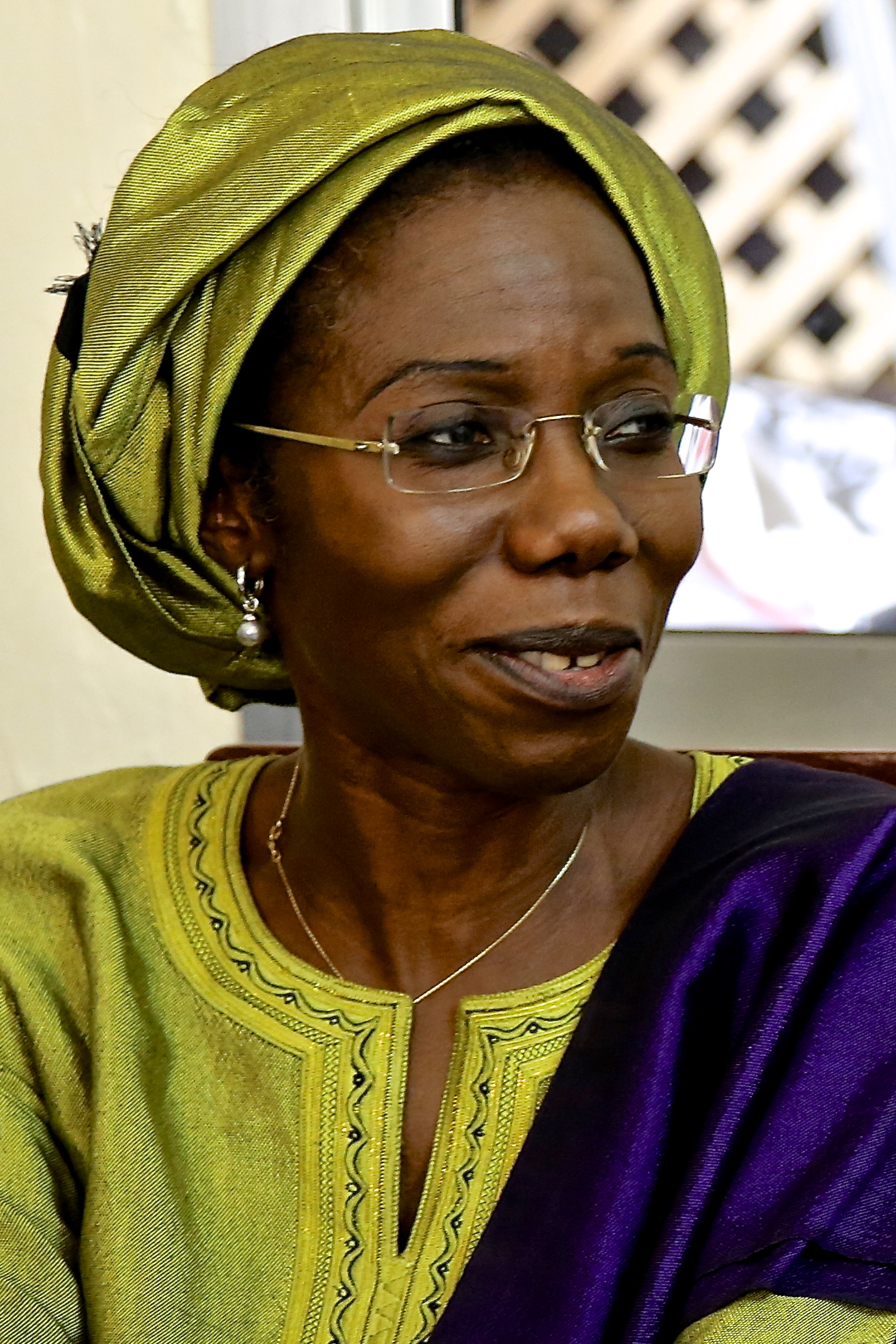
Fatou Kiné Camara (2014)

Fatou Kiné Camara (* 29. Dezember 1964 in Dakar) ist eine senegalesische Anwältin und Frauenrechtsaktivistin. Sie hat in Rechtswissenschaften promoviert und arbeitet als Dozentin und Forscherin. Sie hat Reformkampagnen in vielen Rechtsbereichen unterstützt und engagiert sich insbesondere für die Verbesserung der Verfügbarkeit von Schwangerschaftsabbrüchen und kostenloser Rechtsberatung.

## Leben
Camaras Vater, Ousmane Camara, war Richter bei den französischen Kolonialbehörden und  später Minister in der Regierung des ersten Präsidenten Senegals, Léopold Sédar Senghor. Nach Senghors Rücktritt im Dezember 1980 wurde ihr Vater Botschafter Senegals im Vereinigten Königreich, und Camara schloss sich ihm an und beendete ihre Sekundarschulausbildung in London. Sie studierte Rechtswissenschaften an der Universität Panthéon-Assas (Juristische Fakultät der Sorbonne) in Paris und promovierte 1988 in demselben Fach an der Université Cheikh Anta Diop de Dakar in Dakar. Camara ist Präsidentin der senegalesischen Juristinnenvereinigung.
Camara wurde Dozentin und Forscherin und setzte sich gleichzeitig für die Verbesserung der Rechte von Frauen und Kindern in Senegal ein. Sie hat sich an Kampagnen für Reformen der Verfassung, des Familien- und Wahlrechts sowie der Gesetze über Gewalt gegen Frauen beteiligt. Camara setzt sich für Abtreibungsrechte und die Entkriminalisierung von Homosexualität ein.
Die senegalesischen Abtreibungsgesetze gehören zu den restriktivsten in Afrika, mit einer Gefängnisstrafe von bis zu 10 Jahren für Frauen, die sich dem Eingriff unterziehen. Damit ein Schwangerschaftsabbruch legal ist, müssen drei Ärzte bescheinigen, dass die Frau sonst sterben wird. Da jede Bescheinigung 10.000 CFA-Francs kostete, werden die Armen benachteiligt. Camara setzt sich dafür ein, dass das Gesetz in Übereinstimmung mit dem Maputo-Protokoll (Afrikanische Charta der Rechte der Frau), das Senegal 2004 unterzeichnet hat, geändert wird, um einen Schwangerschaftsabbruch bei Vergewaltigung, Inzest oder bei Gefährdung der Gesundheit der Frau zu ermöglichen.
Camara unterstützt auch ein Programm zur Ausbildung von „Parajuristes“ (Gemeindemitgliedern mit juristischer Grundausbildung), die bei Streitigkeiten als erste Ansprechpartner fungieren sollen. Sie bieten kostenlose Rechtsberatung für diejenigen, die sich keine Anwälte leisten können.

## Auszeichnungen und Ehrungen
Im Jahr 2010 erhielt sie einen Menschenrechtspreis zum 50-jährigen Jubiläum der Unabhängigkeit afrikanischer Staaten.

## Werke
- mit Saaliu Sammba Malaado Kanji, Abdoulaye-Bara Diop: L'union matrimoniale dans la tradition des peuples noirs. Montréal (Québec), Paris, Montréal 2000, ISBN 2-7384-9187-1.
- Pouvoir et justice dans la tradition des peuples noirs : philosophie et pratique. L'Harmattan, Paris 2004, ISBN 2-7475-6656-0.